# Orgullo de Luxemburgo
El Orgullo de Luxemburgo (conocido oficialmente como Luxembourg Pride) es un festival del orgullo que se realiza de forma anual en Luxemburgo en celebración de la población LGBT. El festival tiene una semana de duración e incluye eventos como conciertos, presentaciones artísticas, maratones, bingos, una feria al aire libre y una marcha del orgullo, que se realiza en Esch-sur-Alzette.
A diferencia de las celebraciones de otros países, que tienen lugar en junio en honor al mes del Orgullo LGBT, la semana del Orgullo de Luxemburgo se desarrolla en el mes de julio. Esto ocurre para que el evento no coincida con las celebraciones del Día Nacional Luxemburgués, que tienen lugar el 22 y 23 de junio. No obstante, algunos eventos en honor del Día Internacional del Orgullo LGBT tienen lugar en el país en junio, aunque se dan fuera del contexto de la semana del Orgullo de Luxemburgo.
El festival fue creado en 1999 con el nombre de GayMat y es organizado por la asociación Rosa Lëtzebuerg. El nombre original fue elegido por ser un juego de palabras de la expresión luxemburguesa «Géi mat», que significa «ir con», y la palabra inglesa «gay». El festival cambió de nombre a Luxembourg Pride en 2019 porque los organizadores consideraban que los extranjeros no entendían el juego de palabras y para que fuera más inclusivo con las identidades LGBT+.
Cada año, el festival atrae a millares de asistentes, entre personas LGBT y heterosexuales. La marcha del orgullo, por su lado, reúne a centenares de personas. La misma suele iniciar en la Place de la Résistance de Esch-sur-Alzette y avanza en un trayecto de una milla hasta llegar a la alcaldía de la ciudad. El evento ha contado con la participación de figuras políticas como la alcaldesa de Esch-sur-Alzette, Vera Spautz, y el primer ministro de Luxemburgo, Xavier Bettel.

## Historia
El evento tuvo su primera edición en 1999, cuando miembros de la asociación Rosa Lëtzebuerg, una organización a favor de los derechos LGBT creada en 1996, se reunieron en la Place du Théâtre de la ciudad de Luxemburgo e instalaron un puesto informativo para generar consciencia alrededor de las problemáticas de las poblaciones LGBT luxemburguesas. Luego de que el evento creciera en asistenica, el mismo se mudó a la Place d'Armes. Hacia 2009, el evento sobrepasó por primera vez los mil asistentes.
En 2010, los organizadores decidieron cambiar el concepto de GayMat y pasó de ser una celebración pequeña a un festival de una semana de duración. Resolvieron además mover la mayoría de eventos de la ciudad de Luxemburgo a Esch-sur-Alzette, debido a que la celebración no había obtenido en años anteriores apoyo sustancial de los negocios y de las autoridades locales de la ciudad. El festival sobrepasó por primera vez los 5000 mil participantes en 2016, incluyendo a asistentes de todo Luxemburgo y de ciudades extranjeras como Colonia y París.
Debido a la pandemia de COVID-19, la edición de 2020 del festival se realizó de forma virtual.